# 保險絲

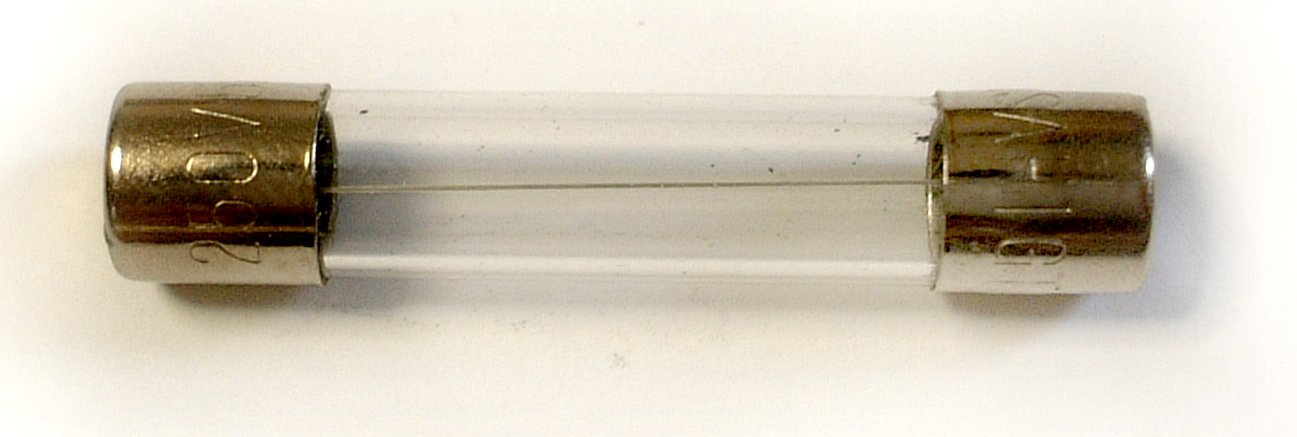
玻璃管狀小型保險絲6.3×32毫米

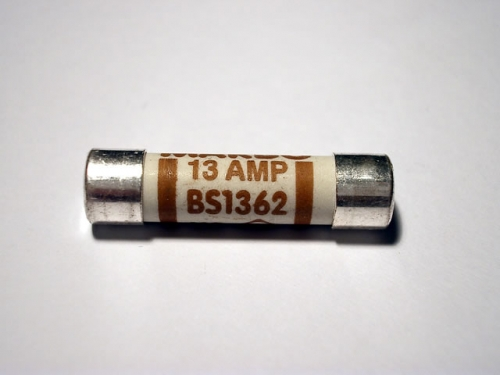
陶瓷管狀小型保險絲6.3×25毫米

保險絲，又稱熔断器、熔絲，是連接在電路上用以保護電路的即棄元件，通常采用低熔点的铅锡合金、锌、铜、银的丝状或片状材料制成。電路電流過大時，其中的金屬線或片產生高溫而熔斷，開路中斷電流，保護電路免於傷害。保险丝熔断后須人手更换以使电路恢复运行。

## 種類、標示
保險絲通常會標示額定電流、額定電壓、廠牌、安規、速度、中斷容量等。一般電器設備開機通電時瞬間常會有一定的衝擊電流，較正常工作電流高，保險絲如立即熔斷將造成使用的困擾，為配合電路特性之用，保險絲依熔斷速率可分為若干類，小型保險絲熔斷速率的類型通常會以英文字母代號表示：常見的有
- T（Time-lag）代表慢熔型
- F（Fast）代表快熔型
- M（Medium time-lag）代表中等速度

另有比T更慢熔的TT與比F更快熔的FF等。

## 規格參數的意義
- 額定電流：保險絲可以允許連續流通而不會熔斷的電流（不是保險絲會熔斷的電流）
- 額定電壓：保險絲熔斷時可以應付的電壓。如果保險絲能承受的電壓不足，熔斷後的兩端點間可能發生電弧現象而無法完全斷路。
- 允通能量（let-through energy）：又稱{\displaystyle I^{2}t}值，由過電流到保險絲熔斷時所通過的能量。
- 斷流容量或稱啟斷容量，直譯中斷容量（breaking capacity或interrupting capacity）：保險絲斷路前可以安全處理的最大電流，是電力保險絲的重要安全參數之一。所用保險絲的中斷容量須大於迴路所可能流過的最大短路電流，否則无法保证安全切断短路电流。BS 88保險絲的斷流容量為80kA；小型電子用保險絲中斷容量較小，一般無標示此參數。
- 溫度折減（temperature derating）：在25℃下額定容量為1安培的保險絲在低溫（例如負40℃）時可能允許通過多10至20%的電流，在高溫（例如100℃）時可能只允許通過原有容量80%的電流。各種保險絲的溫度折減不同，應查閱規格書為準。
- 截斷電流（cut-off current）：若故障電流很大，保險絲會在故障電流峰值前熔斷，降低了的峰值稱作截斷電流。

## 外型

車用片狀保險絲

- 條絲狀。早期原始型態的保險絲，直接以螺絲鎖定，用於各種尺寸的舊式開關、插座。
- 片狀（裸片狀）。比舊式絲狀方便使用。
- 玻璃管狀。有幾種不同尺寸，常見於電子產品。
  - 6.3×32毫米（直徑×長度）
  - 5×20毫米
- 陶瓷管狀。有幾種不同形狀及尺寸，可避免玻璃爆裂。
- 塑膠片狀帶金屬片狀接腳：汽車保險絲。
- 表面接著元件（SMD）型
- 圓柱體狀，式：直接焊接於電路板上，用於產品內部。

.

## 標誌

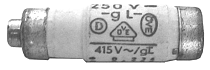
標誌

大多數保險絲的標記在身上或端蓋與標記，指示其評級。但是表面黏著技術封裝的保險絲功能很少或沒有標記，使識別非常困難。
保險絲可能出現類似的顯著不同的特性，確定了它們的標記。保險絲標記通常會傳達以下信息：
- 保險絲的額定值（安培）
- 保險絲的電壓等級
- 時間－電流特性，即保險絲熔斷速度
- 批准由國家和國際標準機構
- 製造商／產品編號／系列
- 中斷能力

## 低壓保險絲
低壓保險絲用於在分佈在行業和最終用戶，例如保險絲盒。典型的額定電壓為230／400伏交流電。對於工業設施，有版本高達1000伏直流或交流電壓。

### D系統（DIAZED）

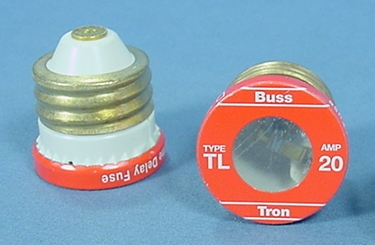
螺絲型（栓型熔絲）TL，20A，125V（交流）

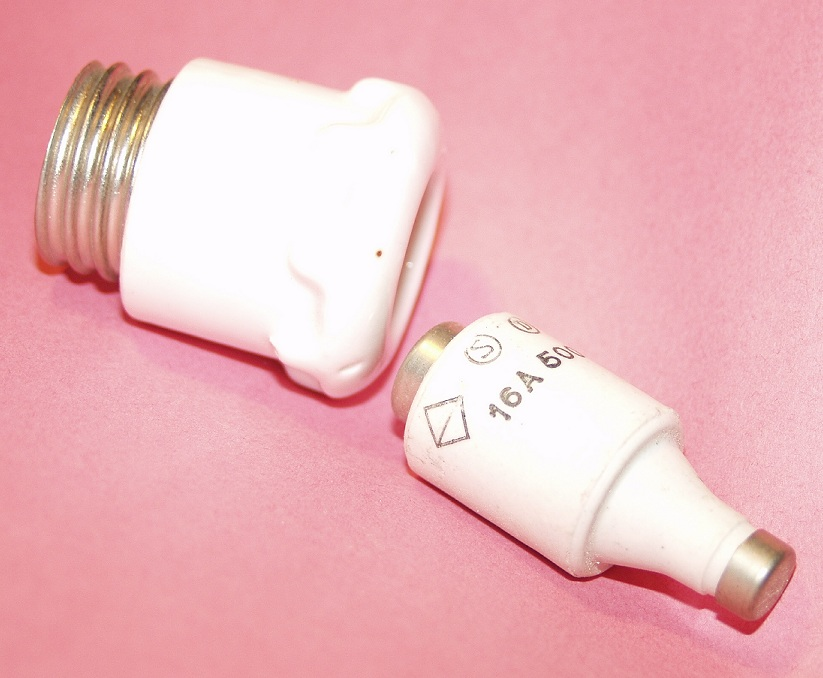
DIII-16A保險絲（右）和螺絲帽

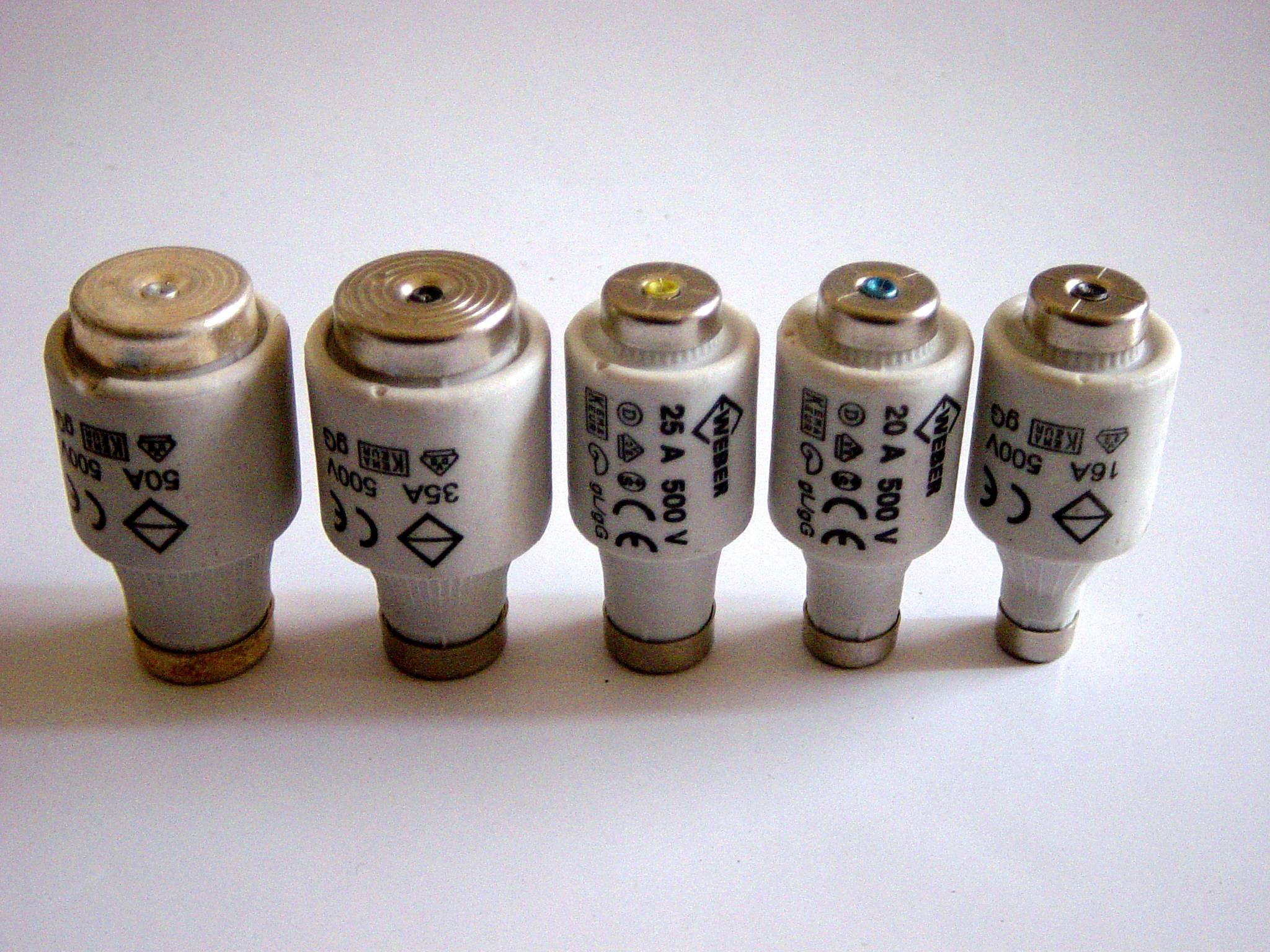
D-III低壓保險絲（左至右）50A、35A、25A、20A、16A

DIAZED系統是由西門子舒克特開發（第一當前尺寸D II）。從1909直到它取代了通常的融合一體式插頭，例如在美國仍然在使用（螺絲型）。螺絲帽和保險絲的分離（“盒”）。
| 大小           | 額定電流 （括號內的數字是罕見的） | Gewinde     | 直徑Ø  | 長度   | 交換容量（電壓）                    |
| -------------- | --------------------------------- | ----------- | ------ | ------ | ----------------------------------- |
| DI （Schweiz） | 2、4、6、10、16 A                 | SE 21       | 17毫米 | 33毫米 | 10 kA（50V交流）                    |
| NDz （DI）     | 2、4、6、10、16、20、25 A         | E 16        | 13毫米 | 50毫米 | 4 kA（500V交流） 1.6 kA（500V直流） |
| DII            | 2、4、6、10、（13）、16、20、25 A | E 27        | 22毫米 | 50毫米 | 50 kA（500V交流） 8 kA（500V直流）  |
| DIII           | （32）、35、（40）、50、63 A      | E 33        | 27毫米 | 50毫米 | 50 kA（500V交流） 8 kA（500V直流）  |
| DIV            | 80、100 A                         | E 40（alt） | 33毫米 | 50毫米 | 50 kA（500V交流） 8 kA（500V直流）  |
| DIV            | 80、100 A                         | G 1¼″       | 33毫米 | 56毫米 | 50 kA（500V交流） 8 kA（500V直流）  |
| DV             | 125、160、200 A                   | E 57（alt） | 46毫米 | 50毫米 | 50 kA（500V交流） 8 kA（500V直流）  |
| DV             | 125、160、200 A                   | G 2″        | 46毫米 | 56毫米 | 50 kA（500V交流） 8 kA（500V直流）  |

### D0系統（NEOZED）

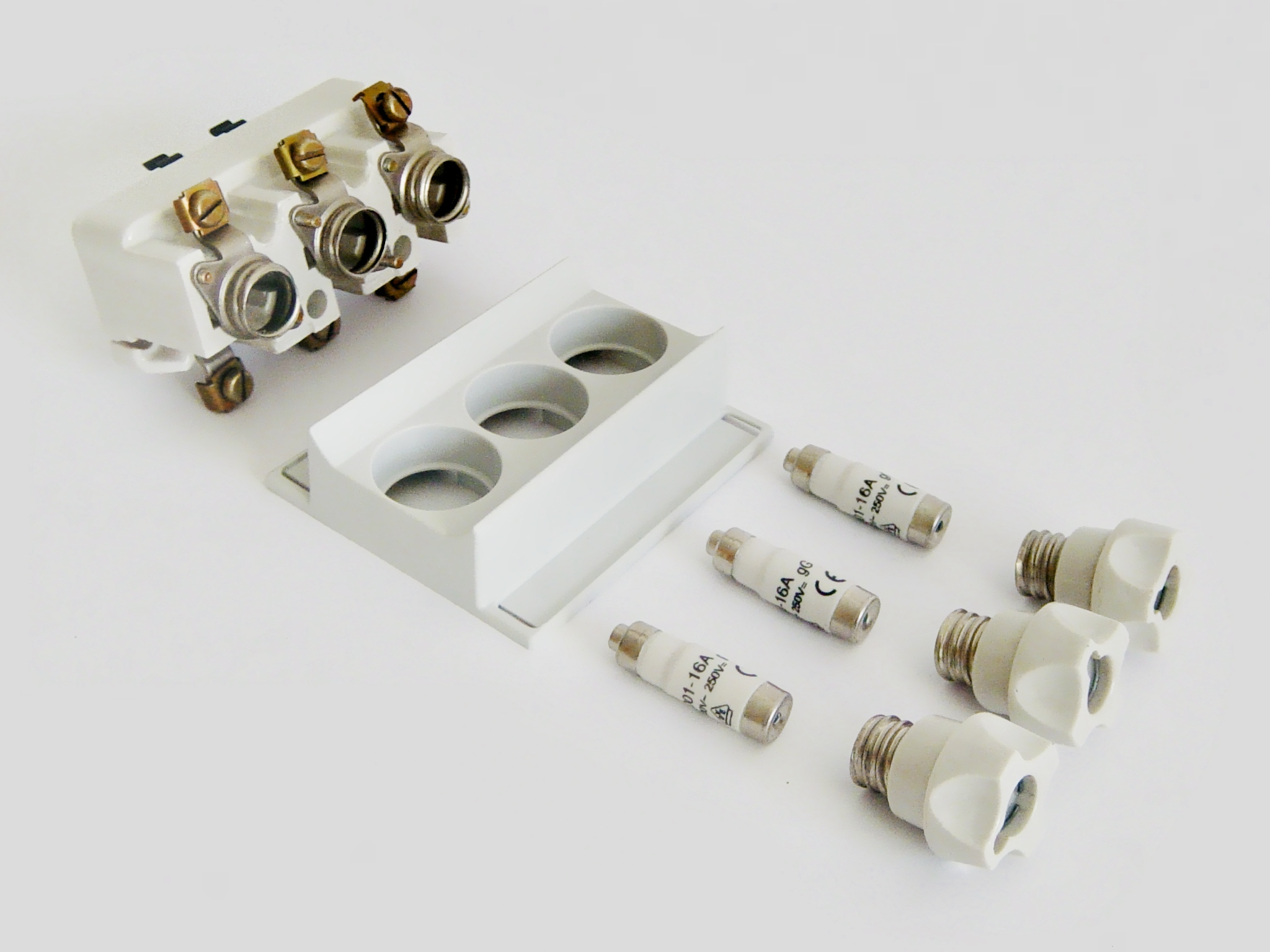
D01的保險絲座，三相交流

NEOZED系統成立於1967年由西門子公司引進。優點是體積更小，低功耗（更少的熱量）。
| 大小 | 額定電流 （括號內的數字是罕見的）    | Gewinde | 直徑Ø  | 長度   | 交換容量（電壓）                   | 交換容量（電壓） |
| ---- | ------------------------------------ | ------- | ------ | ------ | ---------------------------------- | ---------------- |
| D01  | 2、4、6、10、（13）、16 A            | E 14    | 11毫米 | 36毫米 | 50 kA（400V交流） 8 kA（250V直流） |                  |
| D02  | 20、25、（32）、35、（40）、50、63 A | E 18    | 15毫米 | 36毫米 | 50 kA（400V交流） 8 kA（250V直流） |                  |
| D03  | 80、100 A                            | M 30×2  | 22毫米 | 43毫米 | 50 kA（400V交流） 8 kA（250V直流） |                  |

### DL-System（東德）
在東德，除了D-和DL-System 380 V AC的是共通的。對現有裝置DL-System仍在生產（GG版，400V交流）。
| 大小 | 額定電流              | Gewinde | 直徑Ø  | 長度   | 交換容量（電壓）        | 交換容量（電壓） |
| ---- | --------------------- | ------- | ------ | ------ | ----------------------- | ---------------- |
| DL   | 2，4，6，10，16，20 A | E 16    | 13毫米 | 36毫米 | 20 kA（380V／400V交流） |                  |

## 高壓保險絲

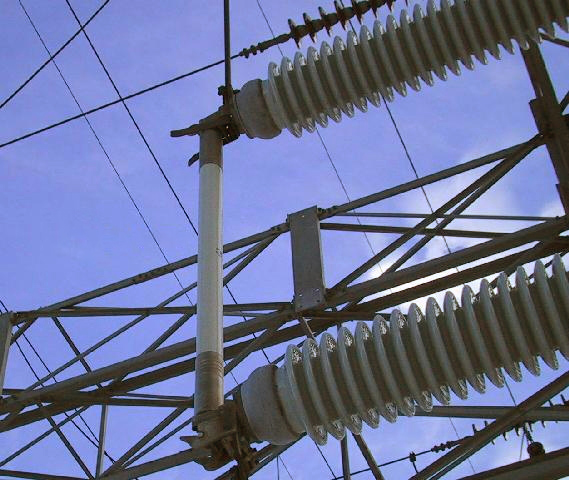
115kV高壓電塔上的熔絲鏈開關

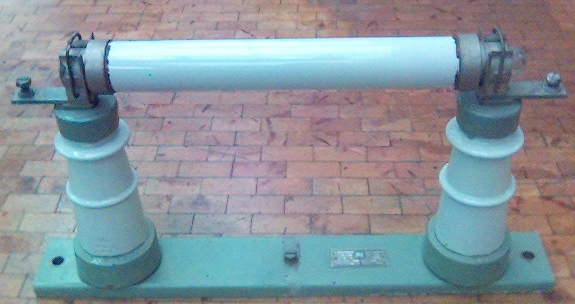
舊的20kV高壓熔絲

在高壓電塔與電線桿上，經常使用兼具啟斷開關功能的熔絲鏈開關（Fuse Cutout），作為輸配電系統的過電流或短路保護。

## 其他類型的保險絲

### 可恢復式保險絲

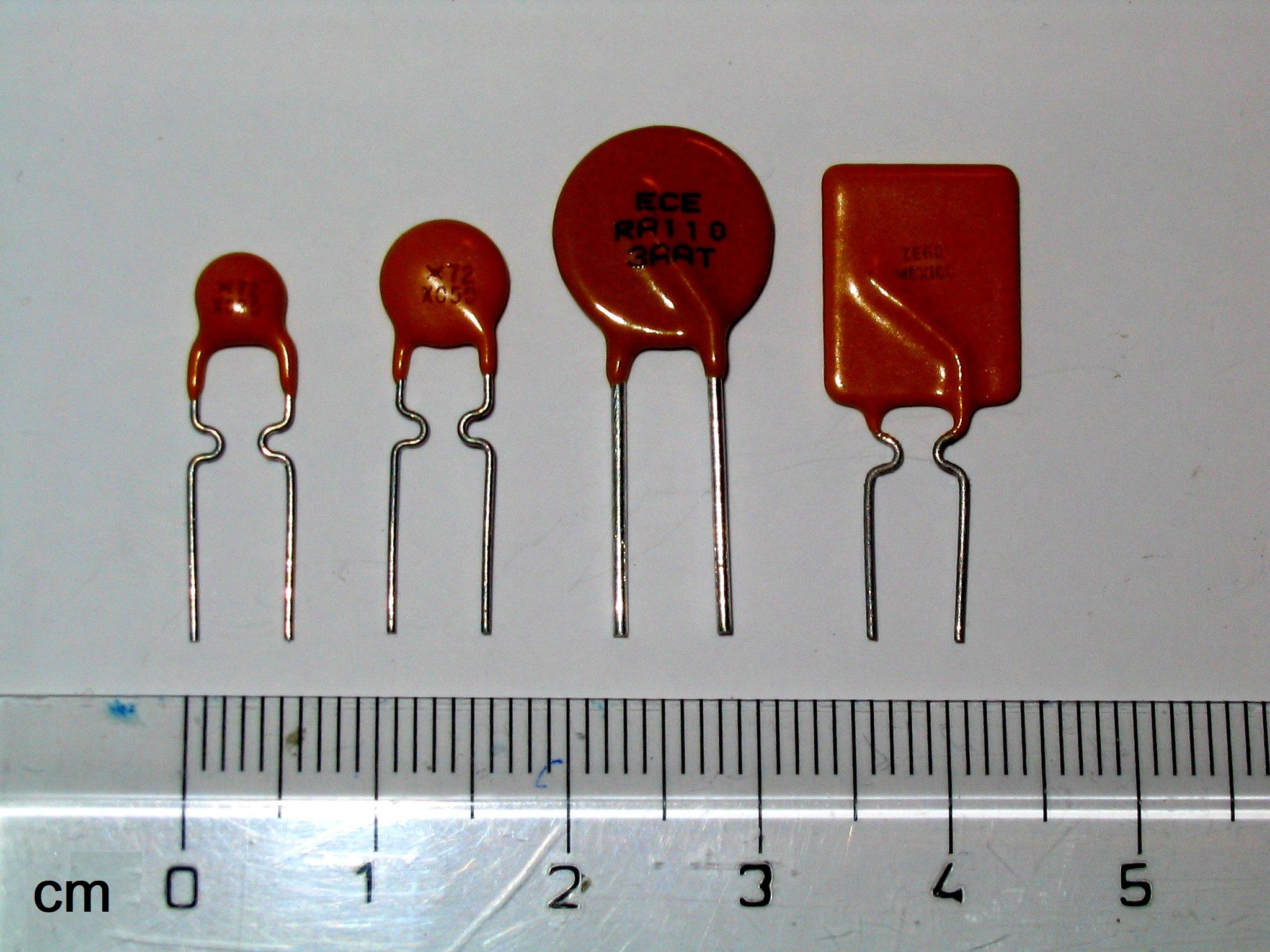
插件式可恢復保險絲

可恢復式保險絲（PPTC），或稱自恢復保險絲或過流保護片。當電流超過標準，停止供電；如果恢復電流標準內，自動重新供電，不需人工替換保險絲

### 溫度保險絲

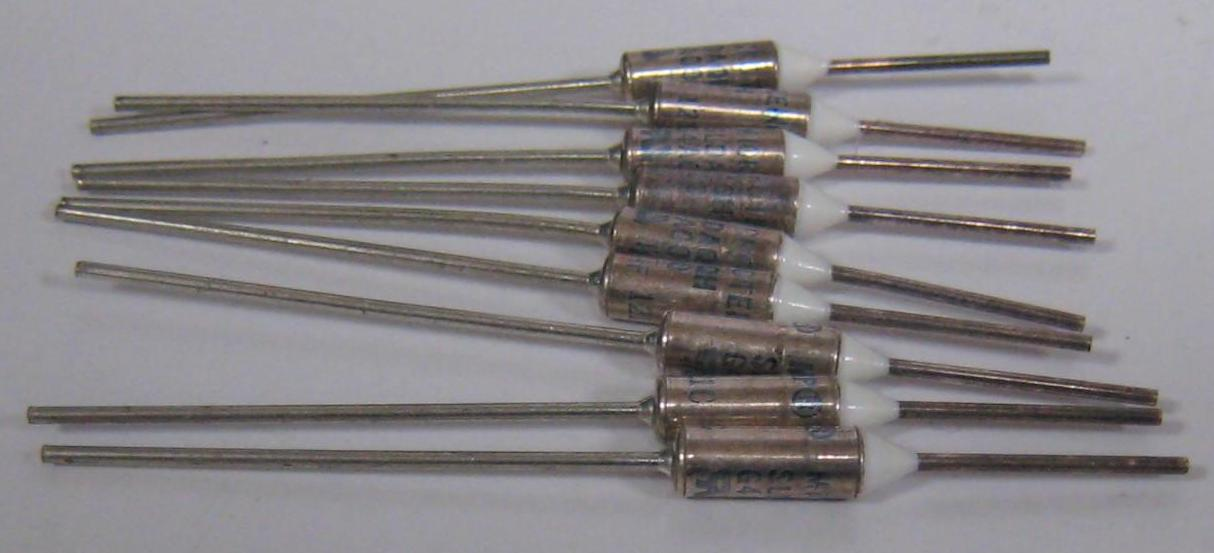
溫度保險絲

溫度保險絲（Thermal cutoff）常見於現今的電熱類裝置之中，溫度超過安全溫度後會熔斷。
有溫度保險絲的裝置例如：電鍋、電熱器、咖啡機、吹風機等。
溫度保險絲的規格中雖也有容許電流一項，但要注意的是：溫度保險絲並沒有與電流保險絲一樣的電流保護作用，不可混淆。